# João Vilela
João Pedro Ferreira Vilela (Lisbona, 9 settembre 1985) è un ex calciatore portoghese, di ruolo centrocampista.

## Caratteristiche tecniche
È un centrocampista centrale.

## Palmarès
- Segunda Liga: 1

Gil Vicente: 2010-2011